# Blaustein
Blaustein ist eine Stadt im Alb-Donau-Kreis in Baden-Württemberg. Sie ist mit 17.065 Einwohnern (Stand Ende 2022) die zweitgrößte Stadt im Kreis.

## Geographie

### Geographische Lage
Eingebettet zwischen Hochsträß, Blautal, Lautertal und der Hochfläche der Schwäbischen Alb liegt Blaustein unmittelbar westlich von Ulm. Die Stadt liegt auf einer Höhe zwischen 490 und 690 Metern. Die Flüsse Blau und Lauter – die in Lautern entspringt – fließen durch das Stadtgebiet.

### Gemeindegliederung und Nachbargemeinden
Die Stadt Blaustein besteht aus den zehn Ortsteilen Arnegg, Bermaringen, Dietingen, Ehrenstein, Herrlingen, Klingenstein, Lautern, Markbronn, Weidach und Wippingen.
Blaustein grenzt im Nordosten an Dornstadt, im Südosten an die Stadt Ulm, im Westen an die Stadt Blaubeuren und im Nordwesten an Berghülen.

### Schutzgebiete
In Blaustein liegen die Naturschutzgebiete Kleines Lautertal und Arnegger Ried. Das Kleine Lautertal ist gleichzeitig als Schonwald ausgewiesen. Einige Landschaftsteile auf dem Stadtgebiet wurden als Landschaftsschutzgebiet Blaustein ausgewiesen. Die Stadt hat überdies Anteile an den FFH-Gebieten Kuppenalb bei Laichingen und Lonetal und Blau und Kleine Lauter sowie am Vogelschutzgebiet Täler der Mittleren Flächenalb.

## Geschichte

### Blaustein
Blaustein war bereits in der Jungsteinzeit besiedelt. Es existierte ein jungsteinzeitliches Dorf bei Ehrenstein, das 2011 als UNESCO-Weltkulturerbe aufgenommen wurde. Die Gemeinde und spätere Stadt Blaustein entstand jedoch erst am 1. September 1968 durch die Vereinigung der Gemeinden Ehrenstein und Klingenstein. Der Name wurde damals neu entwickelt. Im Zuge der Gemeindereform in dieser Zeit wurde zunächst am 1. Juli 1971 Markbronn-Dietingen nach Arnegg eingemeindet. Am 1. Oktober 1974 erfolgte die Eingemeindung von Bermaringen und Wippingen nach Blaustein. Die Gemeinde Blaustein erhielt am 1. Januar 1975 die jetzige Form durch die Vereinigung der Gemeinden Arnegg, Blaustein und Herrlingen.
Vor 1810 waren die zehn Ortsteile ein gutes Beispiel für die kleinräumige Zerstückelung eines Gebietes in verschiedenste Herrschaften und Landschaften.
Ortsteile der heutigen Stadt Blaustein gehörten beispielsweise zum Kloster Söflingen (Ehrenstein), zur Ritterschaft Bernhausen (Klingenstein und Herrlingen), zur Deutschordenskommende Altshausen (Arnegg), zur freien Reichsstadt Ulm (Bermaringen), zum Herzogtum Württemberg (Teile von Wippingen) und zum Kloster Elchingen (kleiner Teil von Wippingen).
Ein Teil der Dörfer war katholisch, ein anderer Teil war evangelisch, Wippingen war gemischt. Jeder Ortsteil kann auf eine jahrhundertealte Geschichte zurückblicken. Dadurch bewahrten sich die Ortsteile ihre Eigenständigkeit und Identität. Seit 1975 wachsen die Ortsteile nach und nach zusammen.
Alle Teilorte waren ursprünglich landwirtschaftlich geprägt. Seit dem Bau der Bahnstrecke Ulm–Sigmaringen durch die Württembergische Staatsbahn im Jahr 1868 siedelten sich mehrere Industriebetriebe im Blautal an. Blaustein profitierte von der Nähe und der guten Anbindung nach Ulm. So veränderte sich der Charakter der Dörfer im Blautal; vor allem in den drei Ortsteilen Ehrenstein, Klingenstein und Herrlingen. Die nach der Gründung des Königreichs Württemberg über die Oberämter Blaubeuren und Ulm verteilten Ortschaften gelangten bei der Kreisreform während der NS-Zeit in Württemberg 1938 alle zum Landkreis Ulm. Deshalb wurden die Gemeinden 1945 Teil der amerikanischen Besatzungszone und gehörten somit zum neu gegründeten Land Württemberg-Baden, das 1952 im jetzigen Bundesland Baden-Württemberg aufging. Bei der Kreisreform in Baden-Württemberg kam Blaustein 1973 zum neu gegründeten Alb-Donau-Kreis. Nachdem Blaustein immer mehr städtischen Charakter angenommen hatte, wurde Blaustein am 1. Oktober 2014 zur Stadt erhoben.

### Ortsteile

#### Arnegg

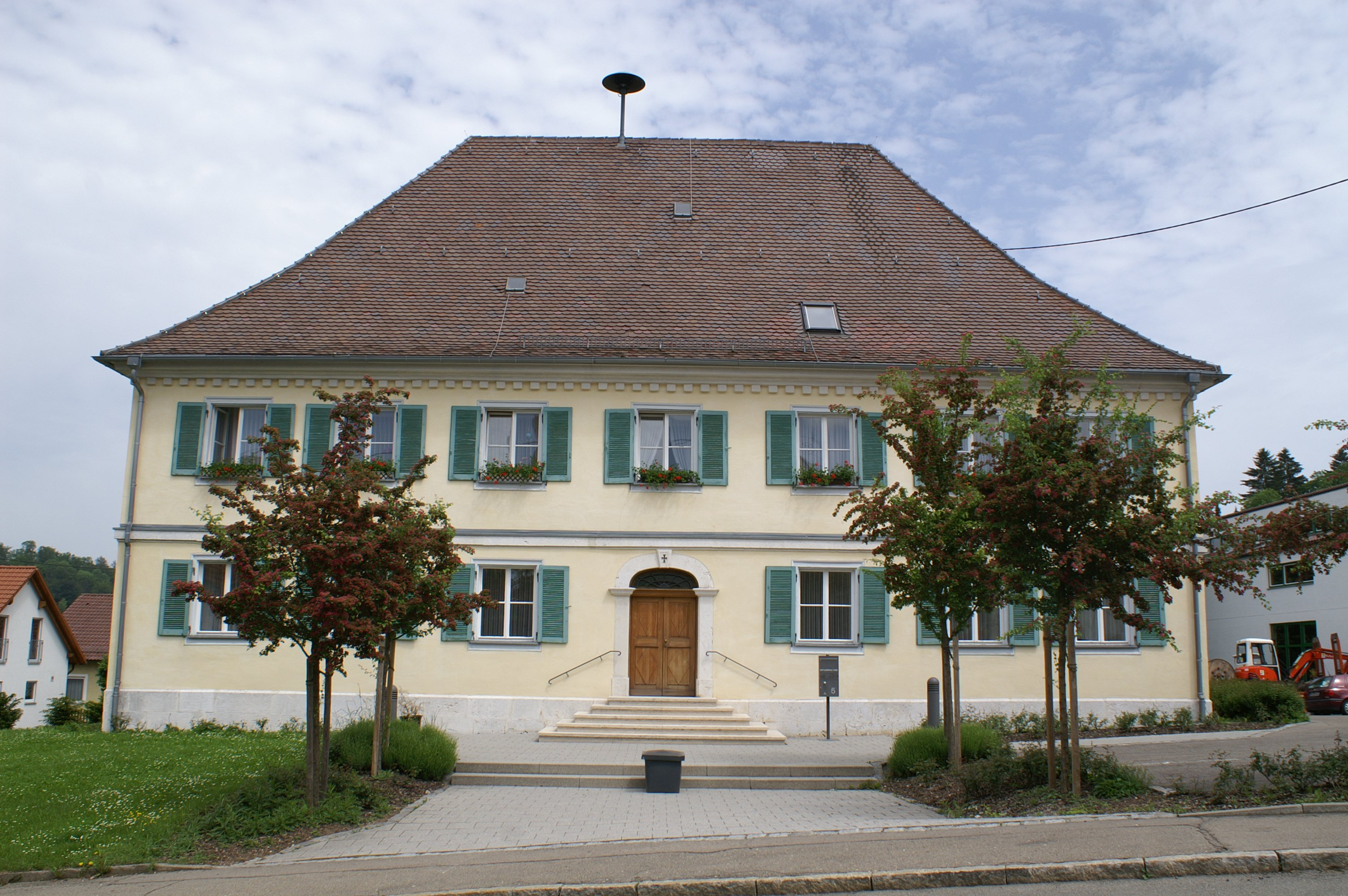
Rathaus in Arnegg

Der Ort, der 1292 erstmals urkundlich erwähnt wurde, gruppiert sich um die gleichnamige Ruine Arnegg, von der heute nur noch Reste erhalten sind. Nach wechselnden Ortsherrschaften wurde seit 1700 die weitere Entwicklung von der Deutschordenskommende Altshausen bestimmt.
Heute noch zu sehen ist die unter dem Deutschorden im 17. Jahrhundert entstandene Zehntscheuer, die 1737 erbaute Marienkirche und das 1783 errichtete Amtshaus, das heute noch als Rathaus (Ortsverwaltung) genutzt wird. 1806 fiel Arnegg an das Königreich Württemberg und wurde dem Oberamt Blaubeuren unterstellt. 1938 kam Arnegg zum Landkreis Ulm und 1973 zum Alb-Donau-Kreis. 1975 wurde Arnegg in die Gemeinde Blaustein eingegliedert.

#### Bermaringen

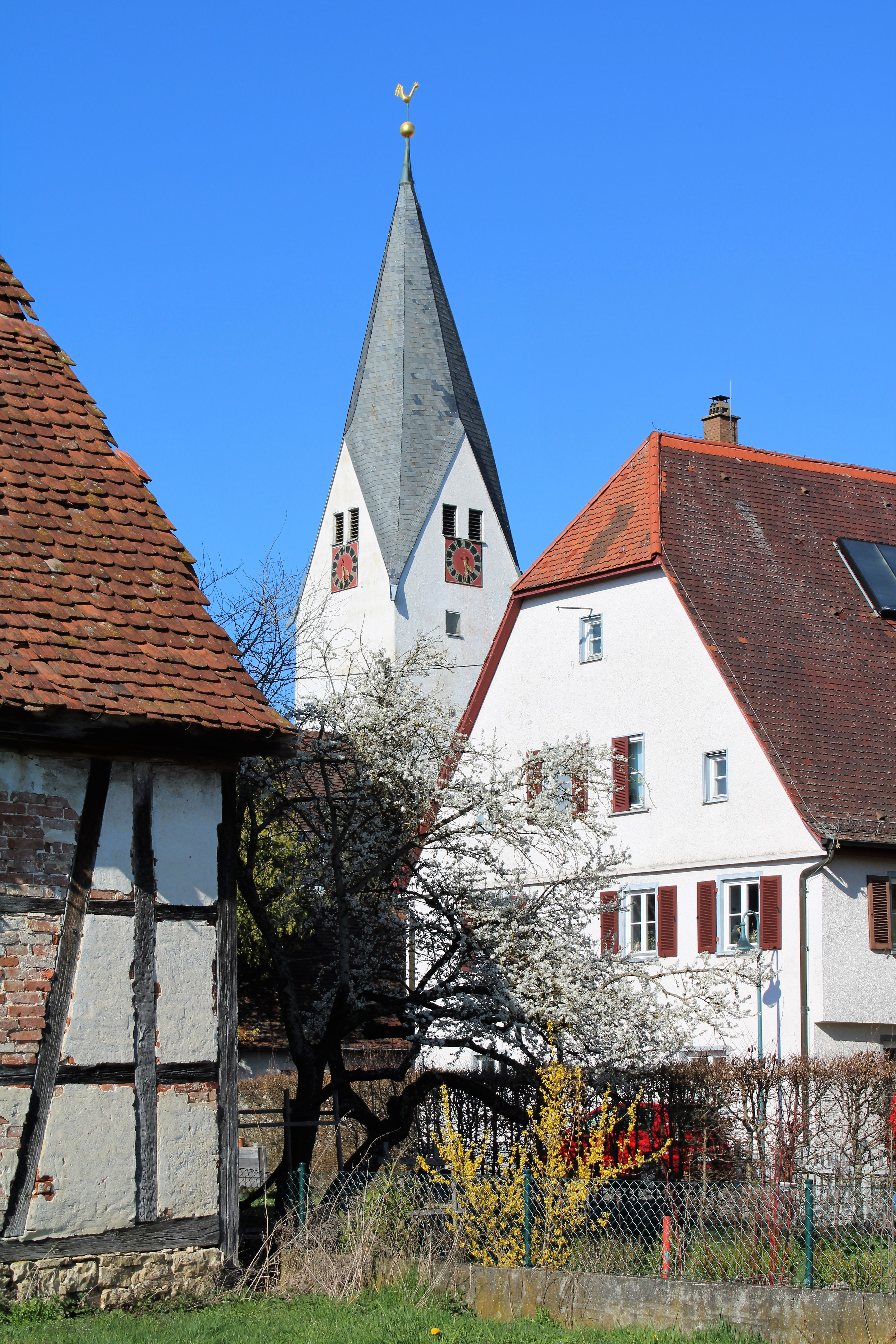
Ortsansicht von Bermaringen

Vor ca. 1750 Jahren haben sich die Alemannen in der Gegend niedergelassen.
In einer Höhenlage von ca. 650 Meter über N.N. fanden sie ein ideales Gebiet vor. Fruchtbare Ackerböden, schützende Wälder und Quellwasser der naheliegenden Lauter. Mit großer Wahrscheinlichkeit mussten die Alemannen ihren auserwählten Platz gegen die Römer erkämpfen. Die siegreiche Hundertschaft um den Häuptling „Bermar“ (was „der Bärenstarke“ bedeutet), wurde sesshaft. Nach ihm wurde die neue Siedlung Bermaringen benannt.
Das Dorf wurde erstmals 1225 urkundlich erwähnt.
Nachdem im Mittelalter verschiedene Adelsfamilien wie die Grafen von Dillingen und die Grafen von Helfenstein im Besitz von Bermaringen waren, traten im 14. Jahrhundert die Familien der Stein zu Klingenstein und die Herren von Lauterstein und von Hörningen als gemeinsame Ortsherren in Erscheinung. Durch Verkauf ging die Ortsherrschaft 1444 an die Ulmer Familie Ehinger, später an die Familie Kraft, dann 1484 an das Kloster Urspring und schließlich 1512 an die Reichsstadt Ulm. 1803 fiel der Ort an Bayern und 1810 an Württemberg, welches es dem Oberamt Blaubeuren unterstellte. 1938 kam Bermaringen zum Landkreis Ulm. Am 1. Oktober 1974 wurde Bermaringen nach Blaustein eingemeindet.

#### Ehrenstein

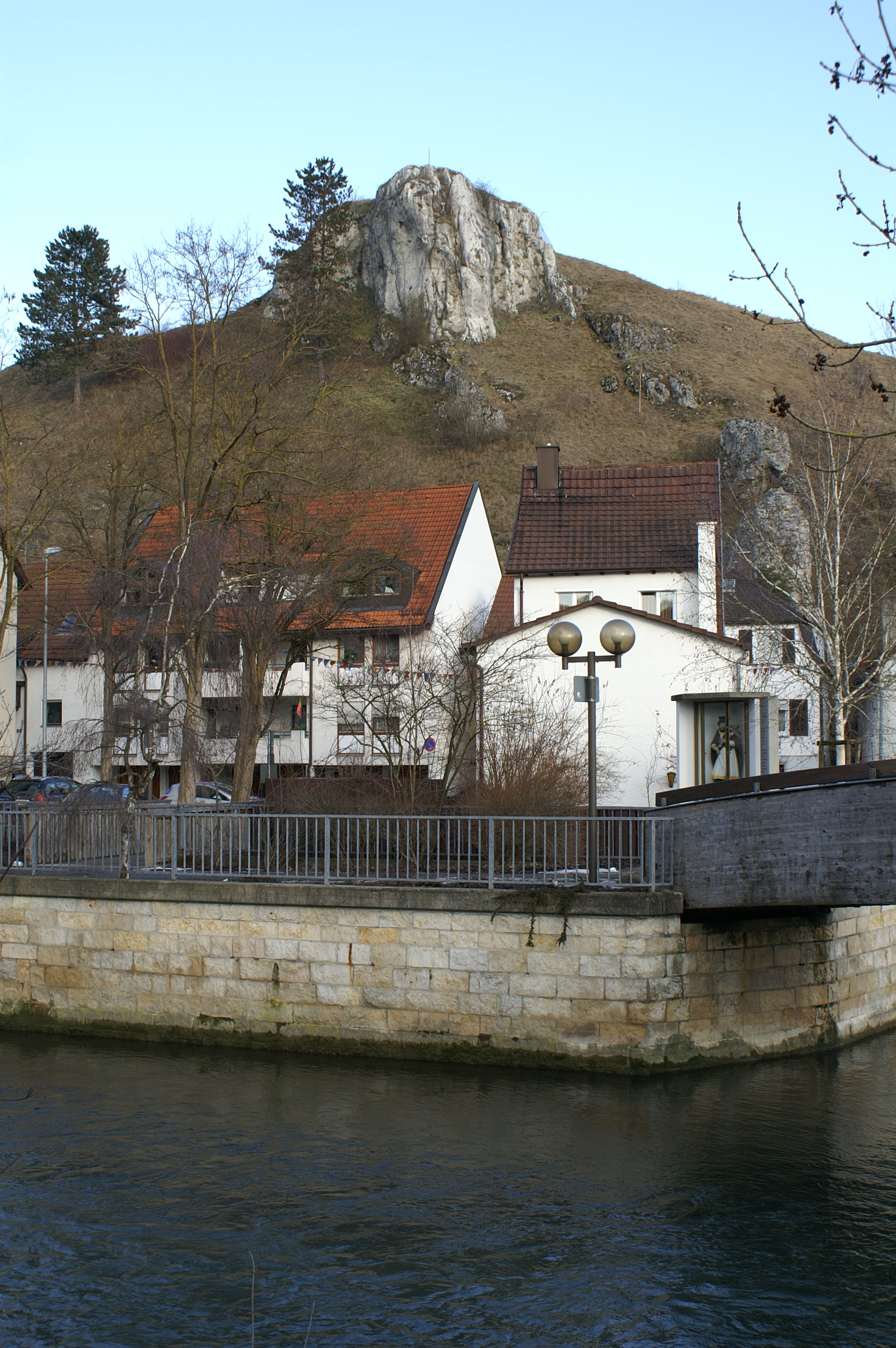
Der Löwenfelsen in Ehrenstein

Vom Löwenfelsen (Schlossberg) liegen Funde einer frühbronzezeitlichen Höhensiedlung vor, anhand derer Hans Jürgen Hundt erstmals die Keramik der Übergangsperiode BzA2/B1 definierte.
Auf eine nicht unbedeutende Nutzung des Löwenfelsens in römischer Zeit weisen Ulmer Archivalen hin. Diese berichten Mitte des 18. Jahrhunderts vom Fund einer wohl lebensgroßen römischen Götter- oder Kaiserstatue aus Bronze im Taleinschnitt nördlich des Ehrensteiner Löwenfelsens. Eine aus Ulm ausgesandte Rettungsexpedition konnte leider nur noch feststellen, dass die Ehrensteiner Bauern die antike Statue zwischenzeitlich unter Beteiligung des örtlichen Pfarrers als Götzenbild gründlich zerstört und die Reste an durchreisende Altmetallhändler verkauft hatten.
Die 1137 erstmals erwähnte und um 1220 ausgebaute Burg Erichstain auf dem heutigen Löwenfelsen wurde bereits 1281 bis auf die 1275 erstmals erwähnte Schlosskapelle aufgrund einer Auseinandersetzung mit der Stadt Ulm geschleift. Die Kapelle diente fortan als Pfarrkapelle des zur Burg gehörigen Ortes Ehrenstein. 1724 wurde auch dieser letzte Rest der Burg Ehrenstein zugunsten des wesentlich größeren barocken Kirchenneubaus St. Martin im T(h)al abgerissen. An Stelle der Burgkapelle wurde ein bis heute erhaltener Bildstock errichtet. Auch die ehemals nordwestlich der Blau an der Hummelstraße gelegene Kirche St. Martin im T(h)al ist inzwischen aus dem Ortsbild vollständig verschwunden. Im Zuge der Neugestaltung des Blausteiner Ortsmittelpunkts und aufgrund von Bauschäden wurde sie gemeinsam mit dem benachbarten alten Rat- und Schulhaus 1983 abgerissen und durch moderne Büro- und Wohnbauten ersetzt. Die in ihr verwahrten, bedeutenden spätgotischen Heiligendarstellungen (u. a. eine spätgotische Ulmer Madonna) wurden in die neue Kirche St. Martin am neugeschaffenen Blausteiner Marktplatz überführt.
Seit Ende der 1950er Jahre wächst im Osten von Ehrenstein unmittelbar an der Stadtgrenze zu Ulm und von Ulm an drei Seiten umgeben das Wohngebiet Pfaffenhau. Dort wurden 1994 Reste einer kleinen Höhensiedlung aus der Urnenfelderzeit gefunden.
Historisch übte Kloster Söflingen seit 1539 die Herrschaft über Ehrenstein aus. 1803 kam der Ort an das Kurfürstentum Bayern und 1810 an Württemberg. Der Ort wurde dem Oberamt Ulm unterstellt und kam 1938 zum Landkreis Ulm. 1968 erfolgte der Zusammenschluss mit Klingenstein zur Gemeinde Blaustein.

#### Herrlingen
Der Ortsteil Herrlingen geht auf den Bau der Burg Horningen (später: Schloss Oberherrlingen) im 11. oder 12. Jahrhundert zurück. Er hat 2.799 Einwohner und wurde 1975 eingemeindet.

#### Klingenstein

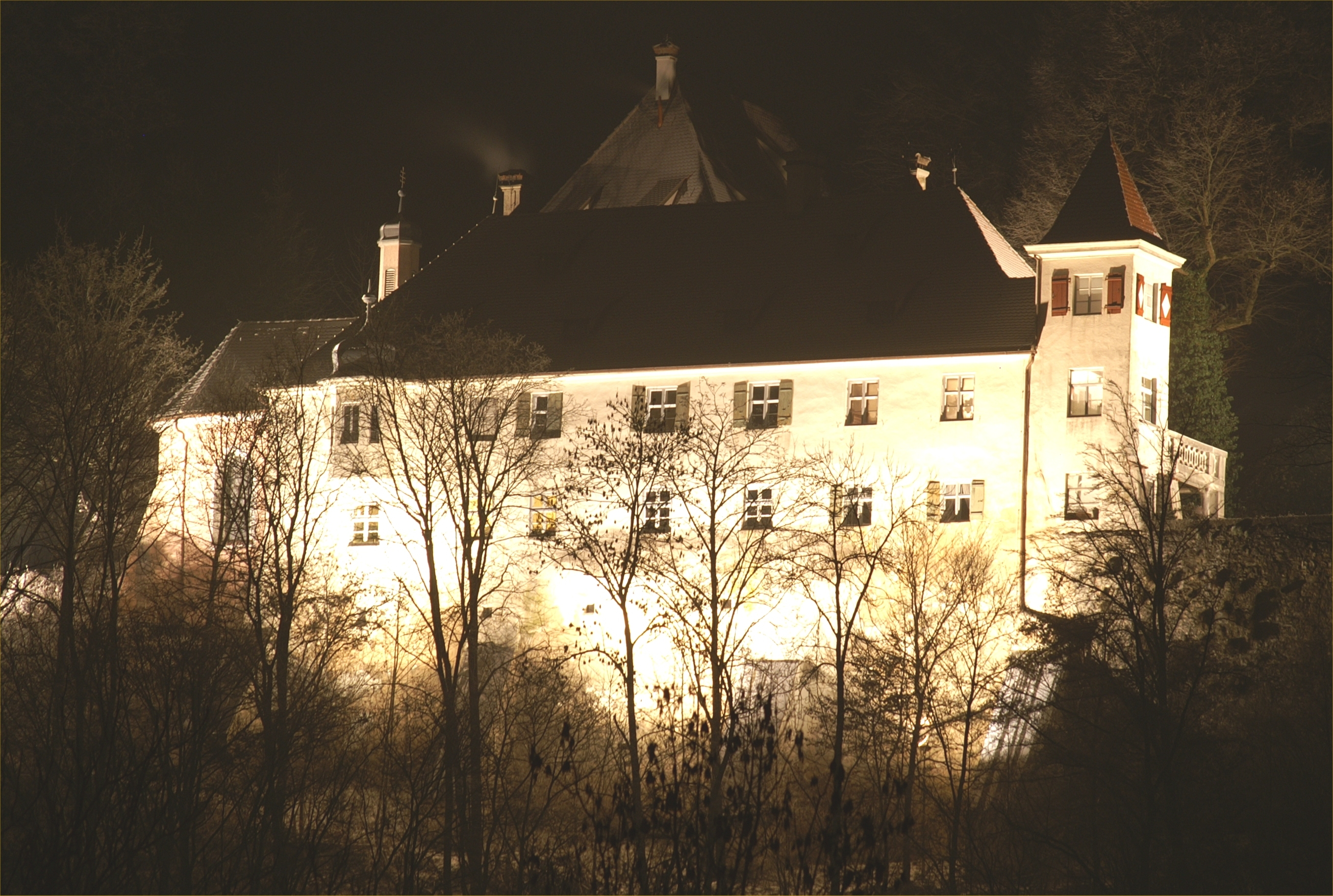
Schloss Klingenstein

Der Ortsteil Klingenstein wird wesentlich durch das Schloss Klingenstein und die es umgebenden Ruinen der Burg Klingenstein geprägt. Die vermutlich zu Beginn des 12. Jahrhunderts auf einem das mittlere Blautal beherrschenden Felsvorsprung erbaute Burg wurde 1215 erstmals erwähnt und stand in engem Zusammenhang mit der Pfalz in Ulm. Als ehemals größte Burganlage des Blautals bildete sie den Kern der Herrschaft der sich in verschiedene Linien verzweigenden Familie von Stain/Klingenstein. Deren umfangreiche Besitzungen erstreckten sich im 14. Jahrhundert über mehrere Teilorte der heutigen Großgemeinde Blaustein. Die Burg Klingenstein gelangte im weiteren Verlauf in den Besitz der Familie von Werdenberg und schließlich der Herren von Bernhausen. 1588 wurde die Burg zugunsten des neu errichteten Schlosses Oberherrlingen als Wohnsitz aufgegeben und dem Verfall überlassen. Die endgültige Zerstörung der Burg erfolgte 1630 im Zuge des Dreißigjährigen Krieges. 1756 wurde in den Ruinen der Burg durch die Herren von Bernhausen ein kleiner barocker Schlossneubau errichtet.
1806 fiel Klingenstein an das Königreich Bayern und gemäß dem Grenzvertrag zwischen Bayern und Württemberg 1810 an das Königreich Württemberg. Klingenstein wurde dem Oberamt Blaubeuren unterstellt. 1860 gingen Schloss und Ruine in den Besitz der Ulmer Apotheker- und Erfinderfamilie Leube über. Sie befinden sich heute im Besitz der Leube-Stiftung.

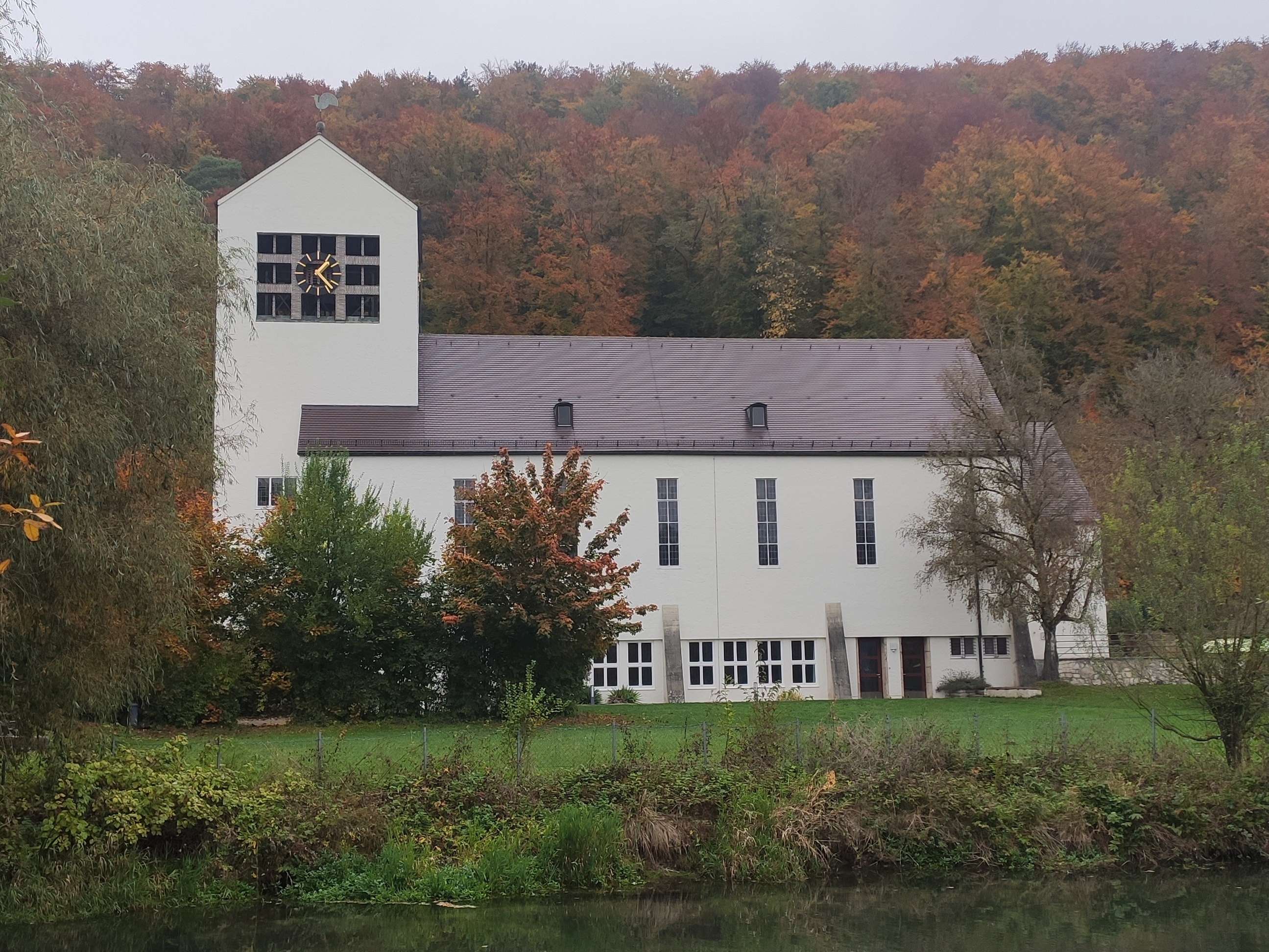
Evangelische Kreuzkirche

1938 gelangte Klingenstein zum Landkreis Ulm. 1968 erfolgte der Zusammenschluss mit Ehrenstein zur neuen Gemeinde Blaustein.
Der Ortskern von Klingenstein wird geprägt vom (2018 wiedereröffneten) Hotel Klingenstein. Die Gaststätte war vorher seit Jahrhunderten unter dem historischen Namen Kalte Herberge bekannt.
Weitere kulturhistorisch interessante Bauten Klingensteins sind die um 1900 entstandene Steinbruchsiedlung in der Arnegger Straße, die 1932 bis 1933 im expressionistischen Stil errichtete und ausgestattete Kirche katholische St. Josef im Tal sowie Reste einer ehemals geschlossenen Bebauung im späten (nüchternen) Jugendstil entlang der Ulmer Straße, an der unteren Galgenbergstraße und in der Molitorstraße. Die wenig beachtete, 1931 durch die Stuttgarter Architekten Klatte und Weigle fertiggestellte evangelische Kreuzkirche stellt neben der benachbarten Kirche St. Josef im Tal, der Martin-Luther-Kirche in Ulm und der evangelischen Kirche in Gerhausen (Blaubeuren) eines der wenigen expressionistischen Kirchengebäude Baden-Württembergs dar.

#### Weidach

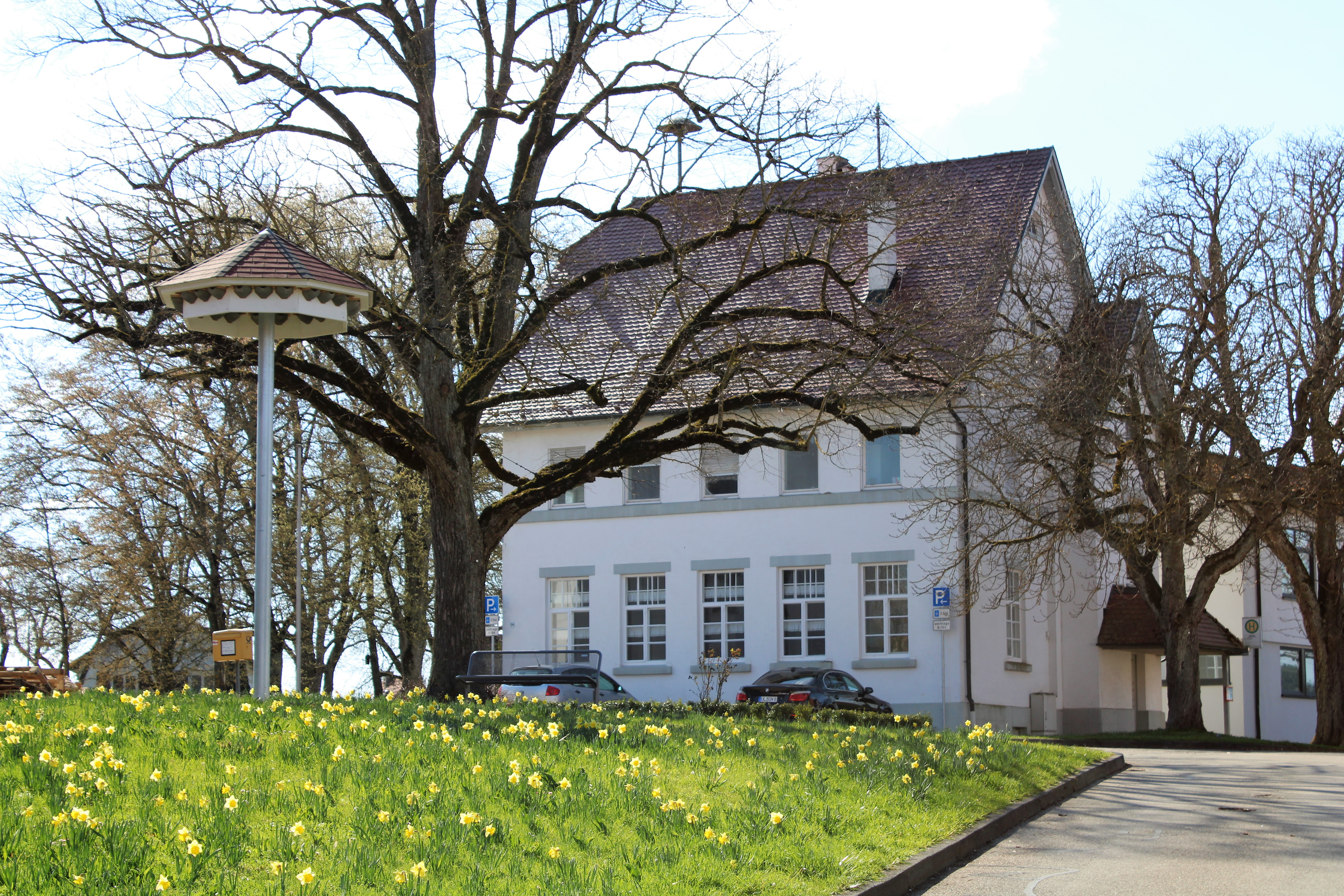
Alte Schule Weidach

Weidach liegt zwischen dem Lautertal und dem Kiesental. Das erste Mal urkundlich erwähnt wurde Weidach 1225 als Widach. Seit 1810 gehörte Weidach zu Württemberg.
Der Ortsteil hat zwei katholische Kirchen. St. Wendelin besitzt einen kleinen Glockenturm, die Kirche St. Nikolaus von Flue hat keinen Glockenturm. Weidach teilt sich einen Ortsvorsteher mit Herrlingen. Es gibt in Weidach neben dem Landfrauenverein, dem Sängerbund und der Freiwilligen Feuerwehr auch einen Bürgerverein.

#### Wippingen
Wippingen ist schon seit dem Jahre 1085 urkundlich bekannt; 1611 brannte es fast vollständig ab. Noch heute gibt es das Zollhaus, ein alter, inzwischen restaurierter Fachwerkbau. Es spielte bei der Auseinandersetzung zwischen der Reichsstadt Ulm und dem Herzogtum Württemberg eine nicht unerhebliche Rolle (siehe auch Burgrest Lauterstein). Seit 1810 gehörte Wippingen zum Königreich Württemberg und wurde dem Oberamt Blaubeuren unterstellt. 1938 kam Wippingen zum Landkreis Ulm.

### Einwohnerentwicklung
Einwohnerzahlen nach dem jeweiligen Gebietsstand. Die Zahlen sind Volkszählungsergebnisse (¹) oder amtliche Fortschreibungen der jeweiligen Statistischen Ämter (nur Hauptwohnsitze).

Einwohnerentwicklung von Blaustein von 1880 bis 2020 nach nebenstehender Tabelle

| Jahr   | Einwohner |
| ------ | --------- |
| 1880 ¹ | 3.277     |
| 1900 ¹ | 3.595     |
| 1925 ¹ | 5.151     |
| 1950 ¹ | 8.690     |
| 1961 ¹ | 10.545    |
| 1970 ¹ | 12.967    |
| 1975   | 13.568    |
| 1980   | 13.740    |

| Jahr | Einwohner |
| ---- | --------- |
| 1985 | 13.448    |
| 1990 | 13.545    |
| 1995 | 14.611    |
| 2000 | 14.699    |
| 2005 | 15.154    |
| 2010 | 15.441    |
| 2015 | 15.643    |
| 2020 | 16.303    |

¹ Volkszählungsergebnis

## Politik

### Gemeinderat
Der Gemeinderat besteht aus den gewählten ehrenamtlichen Gemeinderäten und dem Bürgermeister als Vorsitzendem. Der Bürgermeister ist im Gemeinderat stimmberechtigt. Die Kommunalwahl am 9. Juni 2024 in Blaustein führte zu folgendem amtlichen Endergebnis:
- CDU 30,2 % (+ 3,2 %), 7 Sitze (+ 1)
- Grüne 24,5 % (− 2,7 %), 5 Sitze (− 1)
- Freie Wähler 23,2 % (+ 0,9 %), 5 Sitze (± 0)
- SPD 13,4 % (− 0,4 %), 3 Sitze (± 0)
- AfD 8,7 % (+ 8,7 %), 2 Sitze (+ 2)

### Bürgermeister
Bürgermeister ist seit dem 1. Februar 2024 Konrad Menz (CDU). Er wurde am 12. November 2023 mit 97,9 Prozent der Stimmen gewählt.
- 1968–1992: Robert Epple (zuvor ab 1954 Bürgermeister von Ehrenstein und ab 1960 zusätzlich Bürgermeister von Klingenstein)
- 1992–2000: Gerhard Häberle
- 2000–2008: Gerald Schikorr
- 2008–2024: Thomas Kayser (SPD)
- seit 2024: Konrad Menz (CDU)

### Wappen
| Wappen von Blaustein | Blasonierung: „In gespaltenem Schild vorne in Gold (Gelb) drei gestürzte schwarze Wolfsangeln übereinander, hinten in Schwarz pfahlweise ein mit der Schallöffnung nach oben weisendes goldenes (gelbes) Hifthorn mit zum Schildrand gerichteter goldener (gelber) Fessel.“ |
| Wappen von Blaustein | Wappenbegründung: Das Gemeindewappen sollte möglichst alle Teilorte repräsentieren. Nachdem im Laufe der Jahrhunderte die Herren von Stein zu Klingenstein (Wolfsangeln) und auch die Herren von Herrlingen-Hörningen (stehende Hift- oder Jagdhörner) in allen Teilorten zeitweise entweder die Ortsherrschaft oder Grundbesitz hatten, ist in einer Kombination aus den genannten Symbolen die historische Repräsentanz aller Teilorte am besten gewährleistet. Das Wappen wurde am 30. Mai 1978 vom Landkreis Alb-Donau-Kreis verliehen. Die vorherigen Wappen der ehemaligen Teilgemeinden bzw. Ortsteile verloren durch die Bildung der Gemeinde Blaustein (im Zuge der Gemeindereform) ihre rechtliche Bedeutung. |

### Flagge
Die Gemeinde-Flagge wurde ebenfalls am 30. Mai 1978 verliehen und entspricht mit den Farben Gelb(Gold)-Schwarz den Farben des Wappens. Die Flagge wird nur bei besonderen Anlässen benutzt, z. B. bei Gemeindewahlen.

### Ortschaftsräte
Neben dem Gemeinderat bilden die zehn Ortsteile verschiedene Ortschaftsräte. Die Ortsteile Ehrenstein und Klingenstein bilden gemeinsam einen Ausschuss. Die Ortschaftsräte bieten den Bürgern in den einzelnen Ortsteilen direkte Ansprechpartner für diverse Belange und Wünsche.
Folgende Zusammenschlüsse zu einem Ortschaftsrat bestehen:
- Arnegg, Dietingen und Markbronn (Ortsvorsteher Gerhard Wolpert[11])
- Bermaringen (Ortsvorsteherin Hilde Mayer[12])
- Wippingen und Lautern (Ortsvorsteher Dr. Albert Bahnmaier[13])
- Herrlingen und Weidach (Ortsvorsteher Wolfgang Laur[14])

### Gemeindepartnerschaften

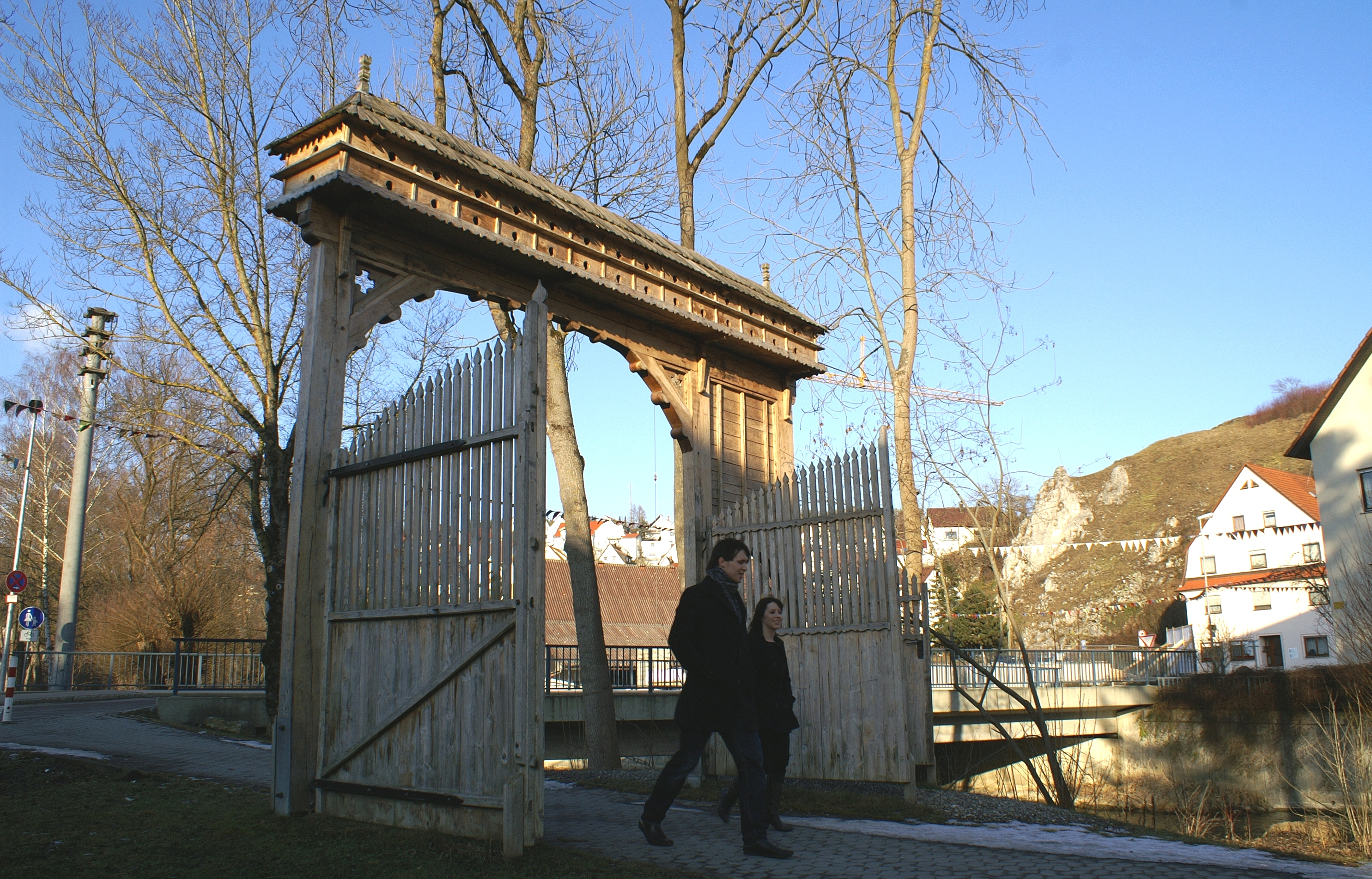
Das Szeklertor in Blaustein-Ehrenstein ist ein Geschenk der Partnergemeinde Cernat in Rumänien

Die Stadt Blaustein unterhält seit 1993 eine Gemeindepartnerschaft mit der Gemeinde Moustoir-Remungol in Frankreich. Außerdem bestehen Partnerschaften mit der Gemeinde Cernat in Rumänien und der Stadt Faversham in England.

## Kultur und Sehenswürdigkeiten

### Theater
Seit 1986 besteht ein kleines Privattheater in Blaustein, die Herrlinger Theaterei. Von Wolfgang Schukraft (* 1950) gegründet, steht das Theater seit 2018 unter der Leitung von Edith Ehrhardt. Von 2010 bis 2018 fanden Vorstellungen der „Sommer-Theaterei“ in einem Zelt mit 200 Sitzplätzen statt, das sich zwischen dem „Epple-Stadion“ und „Bad Blau“ befand.

### Museen und Ausstellungen
Im Foyer des Blausteiner Rathauses befand sich eine kleine Ausstellung der archäologischen Funde sowie ein Modell der jungsteinzeitlichen Siedlung Ehrenstein. Im Vorgriff auf die anstehende Generalsanierung des Rathausgebäudes ab April 2025 wurde diese Ausstellung aufgelöst.
Nur nach Vereinbarung zu besichtigen ist die Villa Lindenhof in Herrlingen mit dem Museum Lebenslinien, das 2019 neu gestaltet wurde. Es zeigt ganz unterschiedliche Persönlichkeiten aus Herrlingen, z. B. Erwin Rommel, Anna Essinger und Hugo Rosenthal.
An Erwin Rommel erinnert auch sein auf dem Herrlinger Friedhof gelegenes Grab sowie der an der Stelle seines erzwungenen Selbstmordes zwischen Herrlingen und Wippingen errichtete „Rommel-Gedenkstein“.

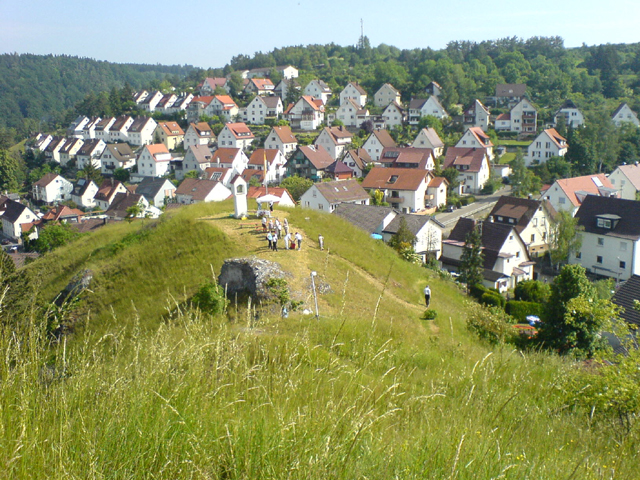
Kurz vor der Bergmesse (Juni 2006)

Eine Gedenktafel vor dem Gebäude Erwin-Rommel-Steige 50 erinnert an das Landschulheim, von Anna Essinger mit reformpädagogischer Ausrichtung begründet und nach deren Emigration 1933 von Hugo Rosenthal bis 1939 als jüdisches Landschulheim weitergeführt. Mindestens 15 Lehrer und Schüler wurden Opfer des NS-Terrors. Im Nebengebäude Haus unter dem Regenbogen informiert eine Dauerausstellung über die Arbeit dieser Schule.

### Bauwerke
Sakralbauten

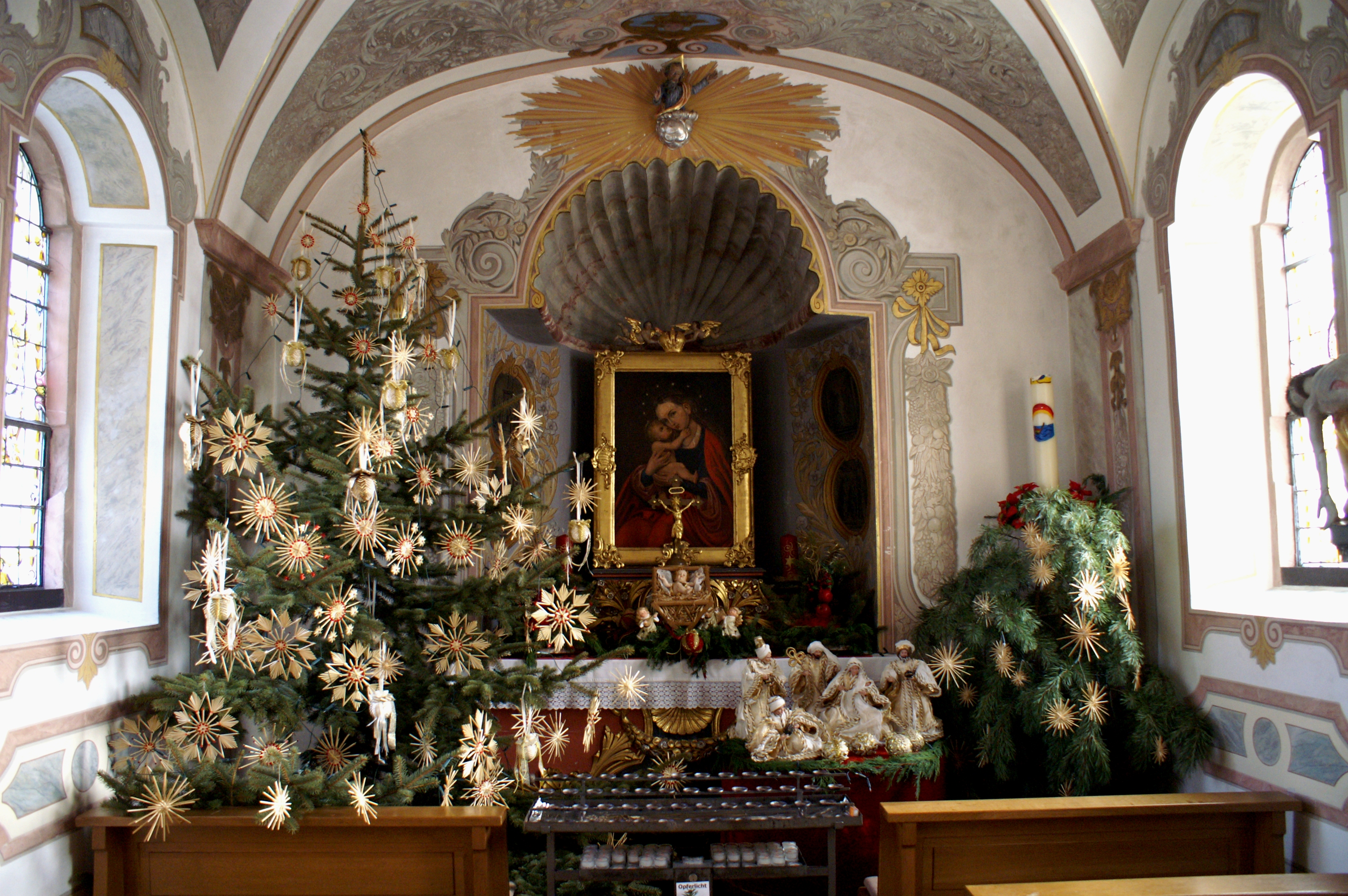
Kapelle Maria Hilf in Oberherrlingen

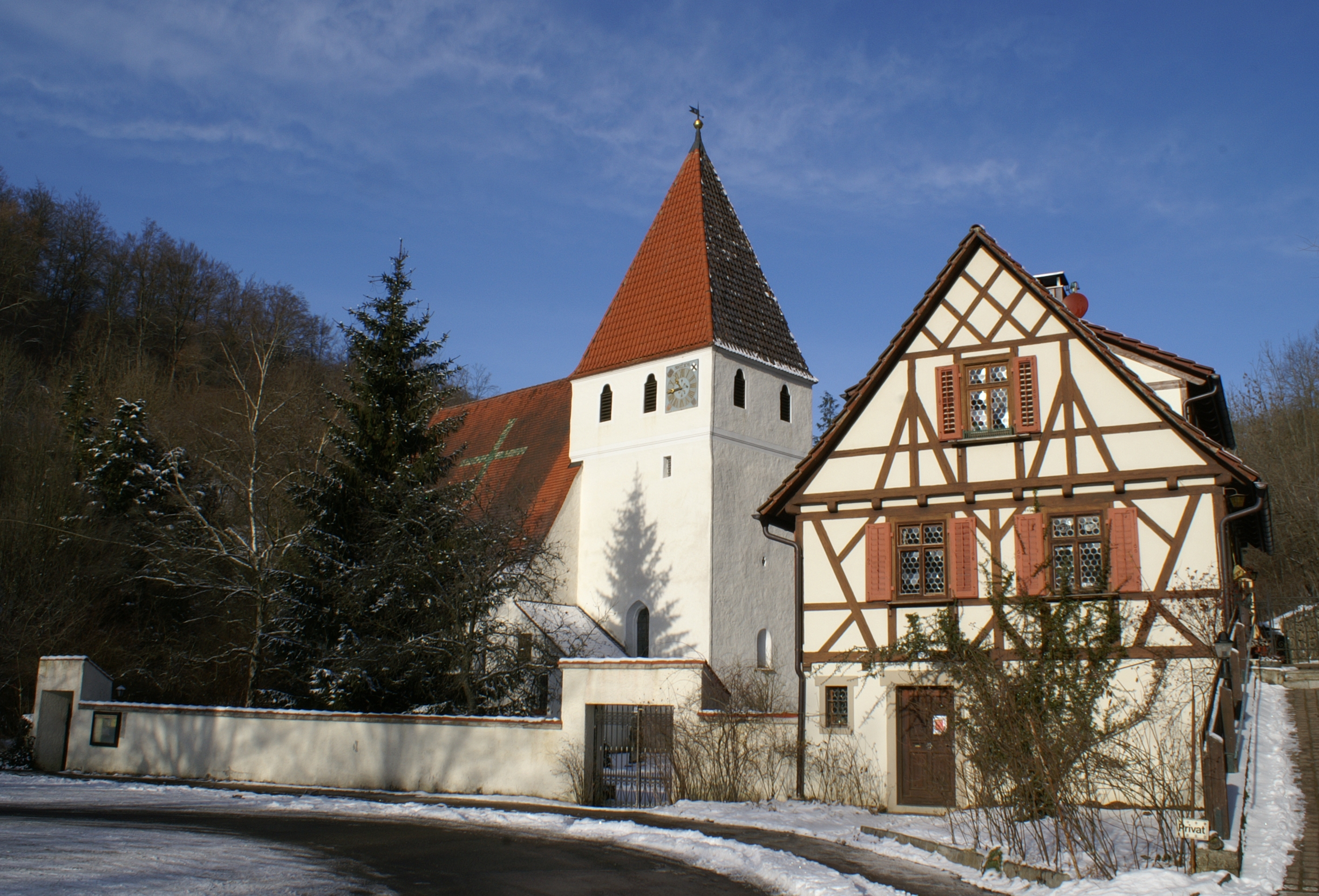
Evangelische Kirche Unserer Lieben Frau in Lautern

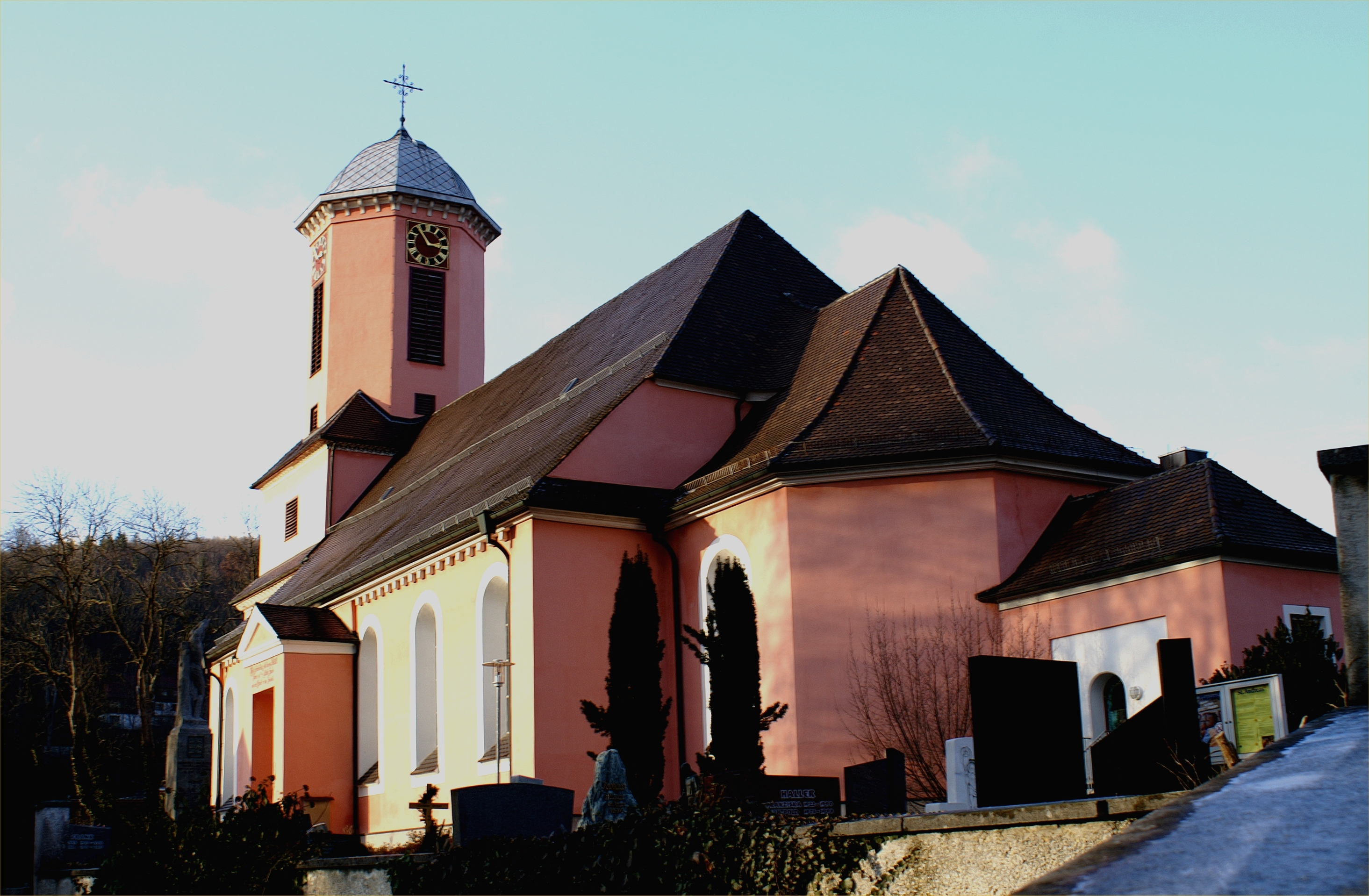
Katholische Andreaskirche in Herrlingen

- Katholische Marienkirche in Arnegg
- Katholische Kirche Heilige Dreifaltigkeit in Arnegg, erbaut 1961
- Evangelische Kirche Unserer Lieben Frau in Lautern mit einem spätgotischen Schnitzaltar der Ulmer Schule
- Katholische Martinskirche in Dietingen
- Katholische Martinskirche in Ehrenstein
- Katholische Kapelle Maria Hilf in Herrlingen
- Katholische Kirche St. Andreas in Herrlingen
- Evangelische Kreuzkirche in Klingenstein, erbaut 1931
- Katholische Kapelle St. Josef in Klingenstein
- Katholische Kirche St. Josef im Tal in Klingenstein, erbaut 1933
- Katholische Kirche St. Josef am Berg in Klingenstein, erbaut 1975
- Neuapostolische Kirche in Klingenstein
- Evangelische Markuskirche in Markbronn
- Katholische Kirche St. Nikolaus v. d. Flüe in Weidach
- Katholische Wendelinuskapelle in Weidach
- Katholische Bruder-Konrad-Kapelle in Wippingen
- Evangelische Kirche Zu Unserer Lieben Frau in Wippingen

weitere Bauwerke
- Bürgerzentrum Blaustein[18]

### Regelmäßige Veranstaltungen
- in jedem Jahr findet Ende September der „Blausteiner Herbst“ statt, ein großes Stadtfest mit Musik, Handwerkermarkt, Essens- und Getränkeständen, verkaufsoffenem Sonntag etc. Der „Blausteiner Herbst“ wird vom „VSB Verbund der Selbständigen in Blaustein“ veranstaltet.
- Kurz vor Weihnachten findet der eintägige Blausteiner Weihnachtsmarkt auf dem Marktplatz vor dem Rathaus statt. Der Weihnachtsmarkt wird durch verschiedene Vereine und Gruppierungen unterstützt, die den gesamten Erlös für soziale und kulturelle Zwecke der Gemeinde zur Verfügung stellen.
- An Christi Himmelfahrt richtet der „Musikverein Blaustein e. V.“ am Rathaus die „Marktplatzhocke“ aus. Beginnend mit einem Weißwurst-Frühstück bzw. Frühschoppen dauert die Marktplatzhocke bis zum Abend und findet starken Zuspruch. Der Musikverein untermalt das Geschehen mit traditioneller Musik.
- In der letzten Juniwoche veranstaltet der „Musikverein Blaustein e. V.“ das traditionelle zweitägige „Waldfest“ am Lehmansblick.

## Wirtschaft und Infrastruktur

### Wirtschaft
Im Jahr 2022 erzielte Blaustein Einnahmen aus der Gewerbesteuer in Höhe von 10,8 Millionen Euro. Mit einem Gewerbesteuerhebesatz von 350 % lag Blaustein 2024 im oberen Mittelfeld aller Gemeinden Deutschlands.

### Verkehr
Blaustein hat zwei Bahnhöfe (Blaustein und Herrlingen) an der Bahnstrecke Ulm–Sigmaringen. Es halten unter der Woche halbstündlich und wochenends stündlich Züge der Regio-S-Bahn Donau-Iller. Mehrere Buslinien der DING durchqueren den Ort und verbinden mit Ulm und weiteren Orten in der Umgebung. Blaustein liegt direkt an der Bundesstraße 28 sowie nahe den Autobahnen A 8 und A 7.
Durch eine Alltagsroute aus dem Radnetz Baden-Württemberg ist Blaustein mit Blaubeuren und in der anderen Richtung mit Ulm verbunden. 
Der frühere Radfernweg Alb-Neckar-Radweg wurde durch den Württemberger Tälerradweg abgelöst. Er führt von Crailsheim nach Ulm und weiter über Blaubeuren, Laichingen und Göppingen nach Schwäbisch Gmünd. Eine Variante des Donauradwegs führt durch Blaustein.

### Energie

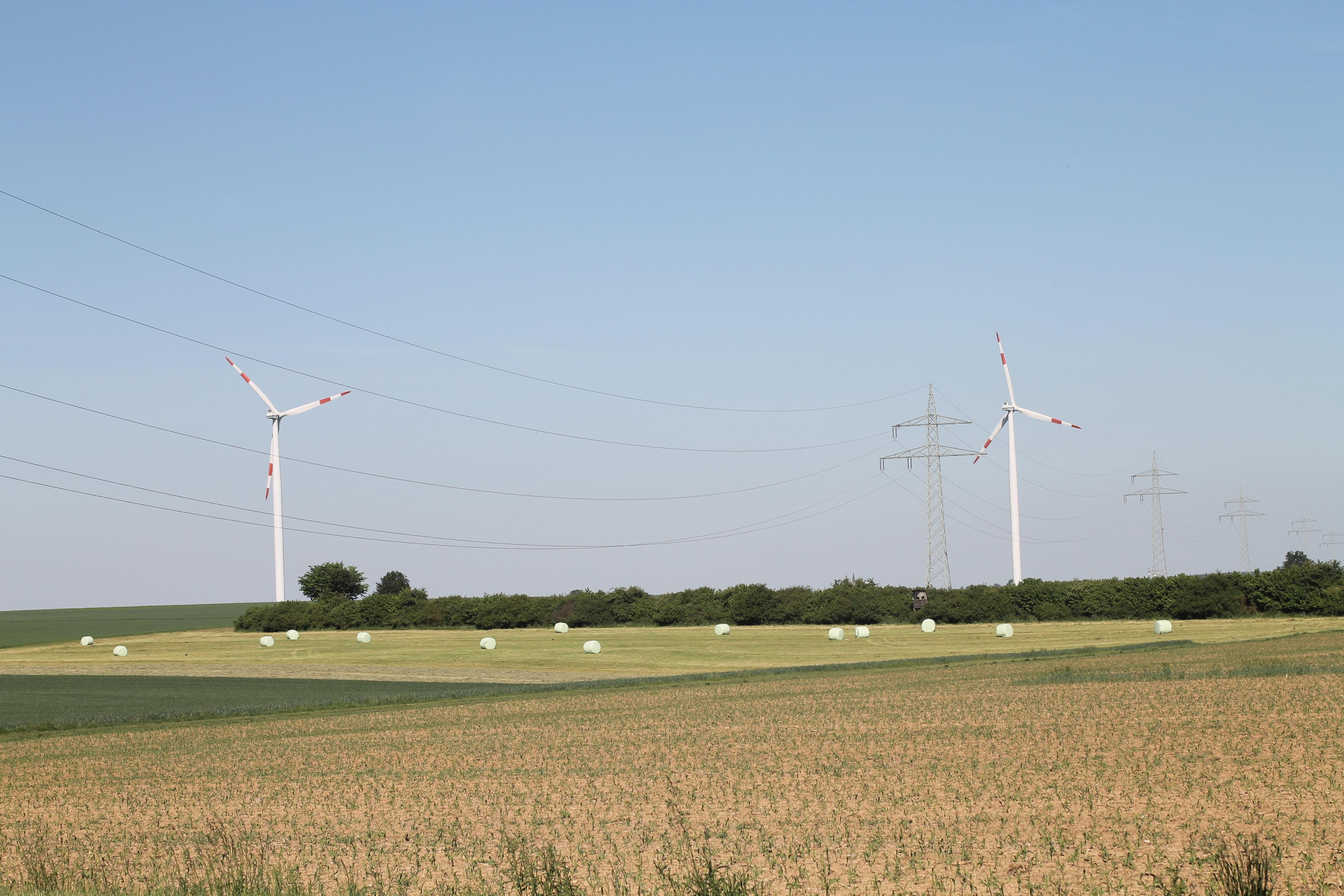
Windkraftanlage an der Keltischen Schanze

In Windpark bei Blaustein wird mit elf Windkraftanlagen Elektrizität erzeugt. Siehe auch: Liste der Windkraftanlagen in Baden-Württemberg.

### Bildung
Die Gemeinde verfügt über sechs Grundschulen in den Ortsteilen Arnegg, Bermaringen, Ehrenstein, Herrlingen, Klingenstein (Ganztagesschule) und Wippingen, einer Realschule (in Ehrenstein) und eine Förderschule (in Klingenstein).

## Persönlichkeiten

### Söhne und Töchter der Stadt
- Karl Heinrich Rüdiger (1877–1947), geboren in Bermaringen, Jurist, 1920–1933 Landrat von Böblingen
- Johannes Häußler (1879–1949), geboren in Arnegg, Bürgermeister von Neckarsulm
- Karl Häußler (* 1930), geboren in Ehrenstein, Bürgermeister von Nersingen, Mitglied des Bayerischen Landtags, CSU
- Wolf-Dieter Hepach (1939–2018), Historiker
- Wolfgang Fahrian (1941–2022), geboren in Klingenstein, Fußballspieler und Torhüter der deutschen Fußballnationalmannschaft bei der Fußball-Weltmeisterschaft 1962
- Otto Schaude (1944–2016), geboren in Wippingen, Pädagoge und Geistlicher, Bischof der Evangelisch-Lutherischen Kirche Ural, Sibirien und Ferner Osten
- Peter Brannath (* 1960), geboren in Ehrenstein, Autor
- Thomas Kurfeß (* 1962), mehrfacher Weltmeister und Goldmedaillengewinner bei den Paralympics
- Rolf Baumann (* 1963), geboren in Klingenstein, Fußballspieler und -trainer
- Dieter Baumann (* 1965), ehemaliger Leichtathlet und Olympiasieger
- Christoph Schneider (* 1965), Geograph
- Lucca Staiger (* 1988), Basketballnationalspieler

### Weitere Persönlichkeiten

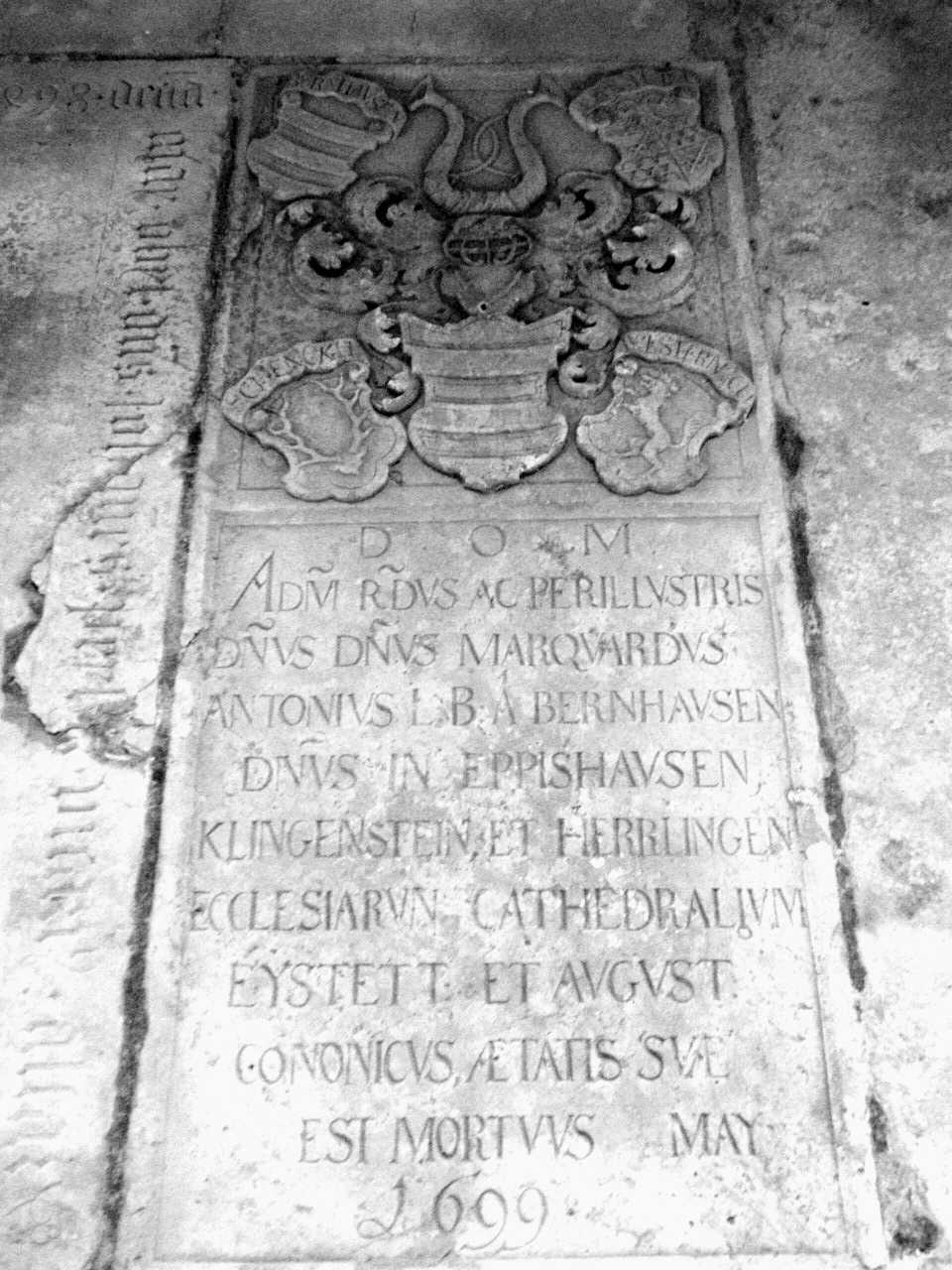
Grabplatte des Marquard Anton von Bernhausen im Mortuarium des Eichstätter Domes

- Marquard Anton von Bernhausen, Herr in Eppishausen, Klingenstein und Herrlingen, Kanoniker in den Fürstbistümern Eichstätt und Augsburg, † 1699 in Eichstätt
- Anna Essinger (1879–1960) leitete in Herrlingen ihr jüdisches Landschulheim bis ca. 1938. Dieses Heim wurde von einem Zeitzeugen als Paradies in der Hölle beschrieben. Das Haus des Landschulheims steht in der Erwin-Rommel-Steige 1.
- Erwin Rommel (1891–1944), im Zweiten Weltkrieg unter anderem Oberbefehlshaber des deutschen Afrikakorps sowie der für die Verteidigung des „Westwalls“ zuständigen Heeresgruppe B, wohnte von Mitte 1943 an mit seiner Familie im Ortsteil Herrlingen (damals Wippinger Steige, heute: Erwin-Rommel-Steige; das Haus gehörte ursprünglich zum Komplex des jüdischen Landschulheims). Nach einer schweren Verwundung wurde er am 14. Oktober 1944 während eines Genesungsurlaubs von zwei hochrangigen Offizieren zu Hause abgeholt und auf der Fahrt im Auto zwischen Herrlingen und Wippingen zum Suizid durch Einnahme von Zyankali gezwungen. Der vormalige „Lieblingsgeneral des Führers“ war bei Hitler in Ungnade gefallen, weil er kritische Lagevorträge zur Situation an der Westfront gehalten hatte. Er wurde zudem verdächtigt, am Attentat auf Hitler vom 20. Juli 1944 beteiligt gewesen zu sein. An der Stelle, an der Rommel starb, befindet sich ein Gedenkstein. Rommel ist auf dem Herrlinger Friedhof begraben. In der Herrlinger Lindenhofvilla wurde vor einiger Zeit ein Rommel-Museum eingerichtet, womit eine eher vorläufige Gedenkstätte in zwei Räumen des Herrlinger Rathauses abgelöst wurde.
- Jörg Sieber (* 1961), Sänger der Rockband Dominoe, Komponist für Film- und Werbefilmmusik, Toningenieur, verbrachte Kindheit und Jugend in Bermaringen.